# الحضرور
الحضرور هي إحدى قرى محافظة الطوال التابعة لمنطقة جازان إداريا وتبعد عن مقر العاصمة الإدارية للمنطقة حوالي (91.4 كم) وتبعد عن الحدود السعودية اليمنية الواقعة جنوب غرب السعودية حوالي (22.3 كم) ويتواجد بها قبيلة بني الحداد من قبائل بنو مروان.